# Папуа (регион)
Папуа (на английски: Papua Region) е един от четирите региона на Папуа Нова Гвинея.
Включва в себе си 5 провинции и Национален столичен окръг:
- Центральная провинция
- Гълф
- Милн Бей
- Оро
- Западна провинция
- Национален столичен окръг (Порт Морсби).